# Спиделе (Бузау)
Спиделе (рум. Spidele) насеље је у Румунији у округу Бузау у општини Буда. Oпштина се налази на надморској висини од 403 m.

## Становништво
Према подацима из 2002. године у насељу је живело 68 становника, од којих су сви румунске националности.